# Zélia Avezou
Zélia Avezou (ur. 10 kwietnia 2004) – francuska wspinaczka sportowa specjalizująca się w prowadzeniu i boulderingu, mistrzyni igrzysk europejskich, mistrzyni świata i Europy juniorów.

## Wyniki
| Impreza                     | Rok  | Gospodarz  | bouldering | prowadzenie | łączna |
| --------------------------- | ---- | ---------- | ---------- | ----------- | ------ |
| Mistrzostwa świata          | 2023 | Berno      | 4          | 20          | 15     |
| Igrzyska europejskie        | 2023 | Tarnów     | 01 !       | 02 !        | —      |
| Mistrzostwa świata juniorów | 2019 | Arco       | 23         | —           | —      |
| Mistrzostwa świata juniorów | 2021 | Woroneż    | 01 !       | 13          | —      |
| Mistrzostwa świata juniorów | 2022 | Dallas     | 01 !       | —           | —      |
| Mistrzostwa Europy juniorów | 2019 | Bressanone | 02 !       | —           | —      |
| Mistrzostwa Europy juniorów | 2021 | Perm       | 01 !       | —           | —      |
| Mistrzostwa Europy juniorów | 2022 | Graz       | 01 !       | —           | —      |